# Tsagaan-Uul, Khövsgöl
Tsagaan-Uul (tiếng Mông Cổ: Цагаан-Уул, núi trắng) là một sum của tỉnh Khövsgöl ở miền trung Mông Cổ. Vào năm 2009, dân số của sum là 5.332 người.

## Lịch sử
Sum Tsagaan-Uul được thành lập, cùng với toàn tỉnh Khövsgöl, vào năm 1931. Năm 1933, nó có khoảng 3.800 cư dân trong 1150 hộ gia đình, và khoảng 101.000 đầu gia súc. Đến năm 1959, một số phần của Tsagaan-Uul được tách ra để hình thành sum Bürenkhaan, năm 1963 sum Sharga bị nhập vào Tsagaan-Uul, và vào năm 1973, sum Bürenkhaan bị tan rã và một số phần bị nhập vào Tsagaan-Uul. Negdel địa phương, được thành lập vào năm 1956 dưới cái tên Badral.

## Địa lý
Sum có diện tích khoảng 5.870 km², 5.190 km² trong đó là đồng cỏ. Trung tâm sum (tiếng Mông Cổ: Шарга), nằm cách tỉnh lị Mörön 138 km về phía tây và cách thủ đô Ulaanbaatar 840 km. Phía đông nam khu vực là hồ Sangiin Dalai. Sông Tes bắt nguồn tại sum này.

### Khí hậu
Khu vực này có khí hậu cận Bắc Cực. Nhiệt độ trung bình hàng năm trong khu vực là 0 °C. Tháng ấm nhất là tháng 7, khi nhiệt độ trung bình là 21 °C và lạnh nhất là tháng 1, với -23 °C. Lượng mưa trung bình hàng năm là 318 mm. Tháng mưa nhiều nhất là tháng 7, với lượng mưa trung bình 80 mm và khô nhất là tháng 2, với lượng mưa 2 mm.

## Kinh tế
Vào năm 2004, sum có khoảng 158.000 đầu gia súc, trong đó có 81.000 con cừu, 61.000 con dê, 7.600 bò nhà và bò yak, 8.700 con ngựa và 640 con lạc đà.